# كوكبان (حجة)
كوكبان هي إحدى مدن الجمهورية اليمنية. تتبع جغرافيا لمحافظة حجة وإداريًا لمديرية مدينة حجة. يبلغ تعداد سكانها 1208 نسمة حسب الإحصاء الذي أجري عام 2004.